# واحد نمک‌زدایی
واحد نمک زدایی (به انگلیسی: Desalting Unit) یکی از واحدهای اصلی در پالایشگاه‌های نفت است که برای نمک زدایی از نفت خام استفاده می‌شود. نفت خام اغلب دارای آب، نمک‌های غیرآلی، ذرات جامد و فلزات قابل حل در آب می‌باشد.  
دو روش عمده نمک زدایی از نفت خام عبارتند از روش شیمیایی و روش الکتریکی که در هر دو این روش‌ها از آب گرم برای بیرون کشیدن استفاده می‌گردد. در روش شیمیایی آب گرم و عامل فعال شیمیایی به نفت خام اضافه شده تا نقطه انحلال ناخالصی‌ها در آب و چسبیدن آنها به آب گرما داده می‌شوند در نهایی مخلوط حاصل در یک مخزن نگه داشته می‌شود تا مخلوط از همدیگر جدا گردد. در روش الکتریکی با استفاده از الکترودهایی با ولتاژ بسیار بالا ذرات معلق آب در قسمت تحتانی مخزن نگهداری جمع آوری می‌شود. هر دو روش گفته شده روش‌های پیوسته می‌باشند.